# Pałac w Kożuchowie
Pałac w Kożuchowie – barokowy pałac w Kożuchowie, w województwie lubuskim. Rozebrany w 1963 roku.

## Historia
Od 1709 roku stary folwark położony w rejonie przedmieścia głogowskiego przeszedł w posiadanie rodziny von Kalckreut. Z ich inicjatywy w pierwszej połowie XVIII w. powstała rezydencja szlachecka w otoczeniu parku. Kalckreutowie byli jego właścicielami do końca II wojny światowej. Pałac został spalony przez żołnierzy ZSRR w 1945 roku, a jego pozostałości rozebrano w 1963 r.

## Architektura
Z dawnego barokowego pałacu zachował się tylko relikt elewacji frontowej w postaci trzywejściowego portalu. Cztery filary wieńczy profilowany gzyms podtrzymywany przez kamienne rzeźby czterech herm. Z zabudowań towarzyszących przetrwał budynek bramny i kordegarda pałacowa. Oba zbudowane w tym samym czasie co pałac, murowane z cegły częściowo szachulcowe. Budynek bramny założony na planie wydłużonego prostokąta, parterowy, nakryty dachem dwuspadowym. Przejazd założony w osi, piętrowy, przykryty dachem namiotowym. Kordegarda na planie prostokątnym, parterowa, przekryta dachem mansardowym.

## Galeria

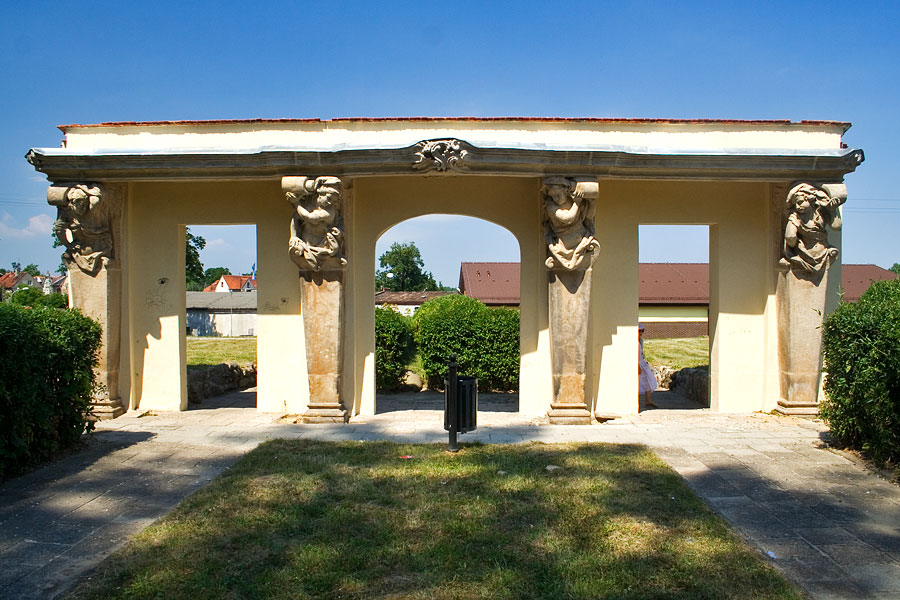
Portal – pozostałość pałacu
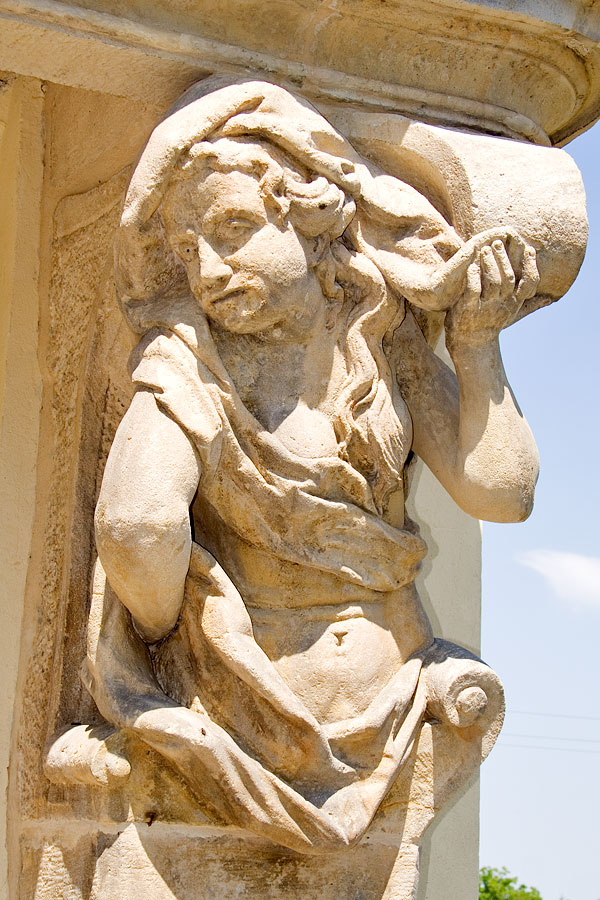
Jedna z herm